# Paschberg
Paschberg est une montagne qui s’élève à 930 m d'altitude sur les contreforts du Patscherkofel dans les Alpes de Tux, en Autriche.